# Offset (rapper)
Kiari Kendrell Cephus (Lawrenceville, 14 december 1991), beter bekend als Offset, is een Amerikaanse rapper en songwriter. Hij verwierf bekendheid als een van de leden van de hiphopgroep Migos.

## Jeugd
Offset werd geboren in Lawrenceville, Georgia. Zijn belangstelling voor muziek ontwikkelde zich al op jonge leeftijd, en hij begon serieus met rappen in zijn tienerjaren.

## Carrière
Offset richtte in 2009 samen met Quavo en Takeoff het trio Migos op. De groep brak door met het album Culture in 2017, met hits als "Bad and Boujee" en "T-Shirt."
In 2017 begon Offset ook aan zijn solocarrière. Zijn debuutalbum, Father of 4 (2019), geeft een persoonlijk inzicht in zijn leven. Hij werkte op dit album samen met artiesten als Cardi B, J. Cole, Travis Scott en Metro Boomin.
In augustus 2019 werd bekend dat Offset investeerde in e-sportorganisatie FaZe Clan. Hij verscheen in twee FaZe Clan-video's op YouTube.

## Discografie

### Albums
| Album met eventuele hitnotering(en) in de Nederlandse Album Top 100 | Datum van verschijnen | Datum van binnenkomst | Hoogste positie | Aantal weken | Opmerkingen |
| ------------------------------------------------------------------- | --------------------- | --------------------- | --------------- | ------------ | ----------- |
| Father of 4                                                         | 2019                  | 02-03-2019            | 13              | 13           |             |
| Set It Off                                                          | 2023                  | 21-10-2023            | 24              | 1            |             |

### Singles
- "Ric Flair Drip"[1] (met Metro Boomin, 2017)
- "Lick" (met Tyga, 2017)
- "Clout" (met Cardi B, 2019)

| Single met eventuele hitnotering(en) in de Nederlandse Top 40 | Datum van verschijnen | Datum van binnenkomst | Hoogste positie | Aantal weken | Opmerkingen                             |
| ------------------------------------------------------------- | --------------------- | --------------------- | --------------- | ------------ | --------------------------------------- |
| Taste                                                         | 16-05-2018            | 6-08-2018             | tip5            | -            | Tyga feat. Offset                       |
| Zeze                                                          | 12-10-2018            | 22-10-2018            | tip2            | -            | Kodak Black feat. Travis Scott & Offset |

## Persoonlijk leven
Offset's relatie met rapster Cardi B. was regelmatig het onderwerp van media-aandacht. Het paar heeft samen een dochter en een zoon. Het koppel scheidde in 2023.
- Gemeinsame Normdatei: 1249701686
- International Standard Name Identifier: 0000 0004 6621 0019
- Library of Congress Control Number: no2017096965
- MusicBrainz: 92631c53-91ed-48f5-a09d-a104ba69cdc7
- Virtual International Authority File: 7946150172685900180000
- WorldCat: E39PCjwckpqPDQrMYkK8gB8fjd